# 조갑경의 오늘도 좋은날
《조갑경의 오늘도 좋은날》은 대한민국의 방송국 국방FM에서 방송하는 라디오 음악 프로그램이다.

## 역사
2017년 4월 10일에 방송시작하였다.

## 진행
- 조갑경

| 국방FM 평일 프로그램 |                           |                            |
| 이전                 | 조갑경의 오늘도 좋은날    | 다음                       |
| 국방광장             | 조갑경의 오늘도 좋은날    | 사랑하는 내 아들           |
| 오전 7시 ~ 오전 9시  | 오전 9시 ~ 오전 10시 55분 | 오전 10시 55분 ~ 오전 11시 |
|                      |                           |                            |

| 국방FM 주말 프로그램  |                           |                            |
| 이전                  | 조갑경의 오늘도 좋은날    | 다음                       |
| 쉼과 사람, 휴먼라디오 | 조갑경의 오늘도 좋은날    | 사랑하는 내 아들           |
| 오전 8시 ~ 오전 9시   | 오전 9시 ~ 오전 10시 55분 | 오전 10시 55분 ~ 오전 11시 |
|                       |                           |                            |